# Ruoska
Ruoska é uma banda finladesa de metal industrial.
Eles costumam ser comparados com a banda alemã Rammstein, talvez a mais famosa de industrial metal existente. Características que fazem a banda ser parecida com Rammstein são o fato de também utilizar pirotecnia em suas apresentações (ao vivo, clipes e videos; o instrumental também e bastante parecido, além do fato de as duas bandas cantarem na sua língua nativa, no caso do Ruoska, o finlandês.
Atualmente a banda lançou um novo CD intitulado "Rabies".
A banda já conta com 5 CDs.

## História
Ruoska foi formado em 2002, com alguns dos mesmos membros da anterior banda de rock-comédia Natsipaska. Eles lançaram seu primeiro álbum Kuori no mesmo ano. Fãs e críticos, imediatamente reconheceram um novo tipo de música nesta banda, e começou a ser muito fiel a estes novos músicos. Depois de ter feito dois vídeos musicais, sendo "Kiroan" e "Epilogi", e lançando um single, "Aurinko ei Nouse", a banda voltou ao estúdio e gravou o seu segundo álbum,Riisu . Em 2003, que veio de uma única: "Darmstadt". Após este lançamento, Ruoska estabeleceu um som que tinha uma sonoridade muito mais industrial e tinha mais máquinas envolvidas.
A sua popularidade deu um grande passo a frente quando Till Lindemann, o cantor da banda  alemã de industrial metal Rammstein, comentou numa entrevista em uma revista finlandesa com o novo single "Darmstadt", dizendo que era "mais visível". Após fazer alguns shows, o líder do Ruoska, Patrik Mennander, decidiu se juntar ao grupo finlandês de metal sinfônico Battlelore por algum tempo. Após voltar a banda, Ruoska começou a trabalhar num novo álbum, Radium, que foi lançado pouco tempo depois, em 2005.

## Membros
- Patrik Mennander − vocal
- Anssi Auvinen − guitarra, backing vocal
- Mika Kamppi − baixo, backing vocal
- Teemu Karppinen − bateria

## Discografia
- Kuori - 2002
- Riisu - 2003
- Radium - 2005
- Amortem - 2006
- Rabies - 2008